# Hyles rubrescens
Hyles rubrescens är en fjärilsart som beskrevs av Garbowski. 1892. Hyles rubrescens ingår i släktet Hyles och familjen svärmare. Inga underarter finns listade i Catalogue of Life.